# Radu Jude
Radu Jude, född 28 mars 1977 i Bukarest, är en rumänsk filmregissör och manusförfattare. Han erhöll Silverbjörnen för bästa regi vid filmfestivalen i Berlin 2015 och Guldbjörnen 2021.

## Filmografi (i urval)
- 2015 – Aferim!
- 2021 – Bad Luck Banging or Loony Porn